# Horsens
Horsens är en tätort och stad som utgör centralort i Horsens kommun i på östra Jylland i Danmark, Tätorten har 58 480 invånare (2017). Bygholm å och Store Hanstedå har bägge sin mynning i staden. Bland vänorterna finns Karlstad.

## Historia
De äldsta beläggen på bebyggelse är från 900-talet. I kung Valdemars jordebok kallas orten Horsnæs, troligen efter häst och näs. Orten var redan under medeltiden av betydelse. Den drabbades av krig under 1600-talet, men växte därefter snabbt. Mellan 1780 och 1807 fanns ett mindre ryskt hov i staden där Anna Leopoldovnas fyra barn bodde.

## Näringsliv, infrastruktur och utbildning
Staden har ett blandat näringsliv. En stor arbetsgivare är Danish Crown, som har ett stort slakteri i staden.  Horsens hamn tillhör de 15 största hamnarna i Danmark. E45 går strax utanför staden. Horsens station ligger längs Fredericia–Århusbanen. I Horsens finns ett av yrkeshögskolan VIA University Colleges campus.

## Idrott, kultur och utbildning
Fotbollslaget AC Horsens spelar på Nordstern Arena Horsens. Från staden kommer även handbollslaget Horsens HK, basketklubben HIC Basket och orienteringsklubben Horsens OK. I staden ligger Danmarks industrimuseum, men också Horsens museum som har mer lokalt fokus. Vitus Bering, som bland annat givit namn åt Berings sund, kom från Horsens.